# Гардинер, Сэмюэл Росон
Сэмюэл Росон Гардинер (англ. Samuel Rawson Gardiner; 1829—1902) — английский историк, редактор и педагог.

## Биография
Сэмюэл Росон Гардинер родился 4 марта 1829 года в городке Нью-Олсфорд в графстве Гэмпшир на юге Англии. Учился сперва в Винчестерском колледже, затем окончил Крайст-Чёрч при Оксфордском университете.

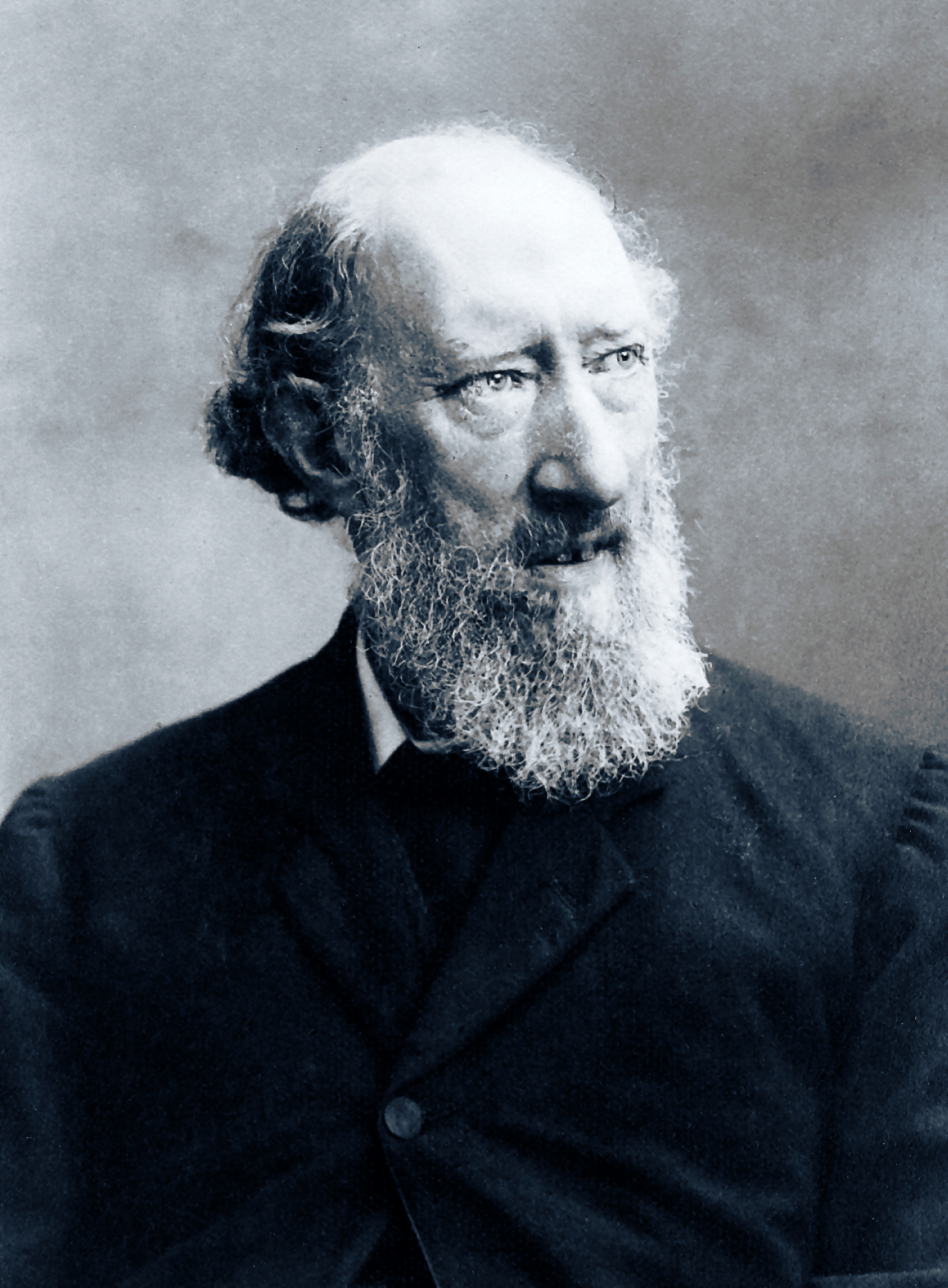
С. Р. Гардинер

С 1871 года Гардинер преподавал историю в Королевском колледже Лондона, а в 1876 году получил при нём звание профессора новой истории.
Под влиянием знакомства с направлением исторической науки в Германии Сэмюэл Росон Гардинер отказался от блестящих и широких обобщений и вступил на путь кропотливых исторических исследований.
Главным предметом его изучения сделалась история XVII века; ему удалось на основании тщательного изучения источников пролить новый свет на многие явления Английской революции. А. Б. Соколов отмечает, что ссылаясь на Рассела, историк Р. Оллард подчеркивал, что в эпоху Ч. Дарвина Гардинер не мог рассматривать прошлое иначе, чем в эволюционной перспективе, воплощение которой он видел в парламенте. Проф. Александр Николаевич Савин замечал: "Гардинер есть один из лучших представителей исторического объективизма. Тем поучительнее его отрицательное отношение к привнесению классовой точки зрения в объяснение английской истории XVII в.".
Также с 1869 года был директором изданий по истории при «Камденовском обществе», а с 1891 по 1897 год он занимал должность главного редактора академического журнала «Английское историческое обозрение».
В 1884 году Гардинер вошёл в состав совета Олл-Соулз-колледжа, а в 1892 году стал членом совета Мертон-колледжа Оксфордского университета.
Сэмюэл Росон Гардинер умер 24 февраля 1902 года в городе Севеноксе.